# Франьо Гашпарич
Франьо, Франц или Франческо Гашпарич (на хърватски: Franjo Gašparić, на немски: Franz Gašparić, на италиански: Francesco Gašparić) е хърватски римокатолически духовник, титулярен костурски епископ (1884 – 1897) и викарен епископ на Загребската архиепархия.

## Биография
Роден е на 2 април 1822 година в Загреб в семейството на крояч. На 11 юни 1844 година е ръкоположен за дякон в Загреб, а на 20 април 1845 година – за свещеник също в Загреб. Гашпарич става секретар на загребския архиепископ кардинал Юрай Хаулик. От 1860 година е загребски каноник, който ръководи администрацията на Загребската архиепархия.
На 13 ноември 1884 година е избран за титулярен костурски епископ и назначен за викарен епископ на Загребската архиепархия. На 21 декември 1884 година е ръкоположен за епископ. След смъртта на загребския архиепископ кардинал Йосип Михалович в 1891 година, Гашпарич управлява епархията.
Умира на 12 февруари 1893 година в Загреб.